# Sandy Parra
Sandy Yalixa Parra (ur. 10 października 1998) – kolumbijska zapaśniczka walcząca w stylu wolnym. Zajęła 29. miejsce na mistrzostwach świata w 2023 roku.
Zajęła siódme miejsce na mistrzostwach panamerykańskich w 2022. Brązowa medalistka igrzysk boliwaryjskich w 2022 roku.